# Психоактивное вещество

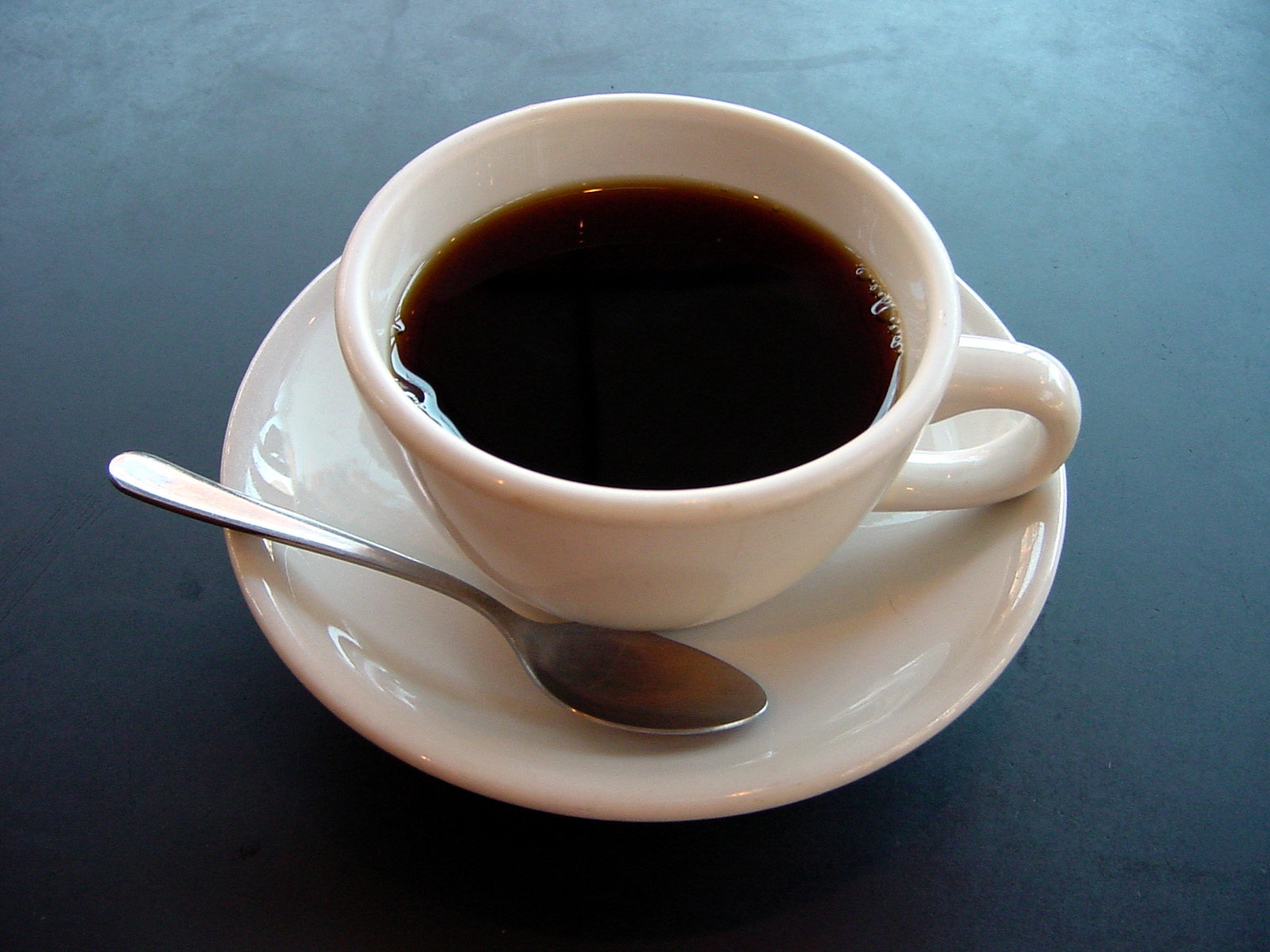
Напиток кофе содержит психоактивное вещество кофеин

Психоактивные вещества́ (ПАВ) — вещества (или смесь нескольких веществ), влияющие на функции центральной нервной системы и приводящие к изменению психического состояния, вплоть до изменённого состояния сознания. Используются в медицине и в рекреационных целях.
Психоактивные вещества, влияющие на высшие психические функции и используемые при лечении психических расстройств, называют психофармакологическими веществами.
- Термин психотропные вещества́, или психотро́пы (от др.-греч. τροπό — «поворотный, изменяющий»), в самом широком смысле обозначает то же, что и термин «психоактивные вещества», под которым понимаются как психофармакологические средства, используемые в психиатрии, так и наркотические вещества, например психостимуляторы, галлюциногены, опиоиды[3].

В контексте международного контроля над оборотом наркотических средств термин «психотропное» применяется к веществам, перечисленным в Международной конвенции о психотропных веществах 1971 года.
- Нейротро́пные сре́дства — обширная группа лекарственных средств, оказывающих качественное воздействие на центральную и периферическую нервную систему. Они могут угнетать или стимулировать передачу нервного возбуждения, понижать или повышать чувствительность нервных окончаний в периферических нервах, воздействовать на разные типы рецепторов, синапсов.

## Виды психоактивных веществ
По происхождению психоактивные вещества делятся на:
- растительные: алкалоиды, опиаты, психолептики;
- полусинтетические (синтезируемые на основе растительного сырья): частично психоделики и стимуляторы;
- синтетические: частично психоделики и стимуляторы;

Классификация психоактивных веществ может проводиться по их химическому строению, эффекту воздействия на нервную систему человека, а также по механизму воздействия на организм в целом. В пример можно привести подобную упрощённую классификацию:
Алкалоиды: никотин, кофеин, эфедрин, кокаин, крэк, стрихнин, хинин, псилоцибин, гармин, гармалин, псилоцин;
Стимуляторы: амфетамин, метамфетамин, метилфенидат, мефедрон, метилон, аддералл,  эргометрин, эрготамин, метилэргометрин, метисергид, диметиллизергамид, амесергид, каберголин, винт, спайс, насвай, MDPV, a-PVP;
Психоделики: марихуана, гашиш, триптамин, эргин, финилэтиламин, мескалин, экстази, LSD, MDA, DOB, DOM, DMT, 2C-C-NBOMe, 2C-B, 5-MeO-DMT;
Психолептики (транквилизаторы, барбитуриаты и снотворные): барбитал, фенобарбитал, хлороформ, хлоралгидрат, паральдегид, диазепам, лоразепам, мидазолам, мепробамат, гидросизин, XANAX;
Опиаты: морфин, кодеин, крокодил, этилморфин, гидроморфон, оксиморфон, метадон, меперидин, трамадол, героин, фентанил, алфентанил, суфентанил, ремифентанил, леворфанол, бупренорфин;

### Некоторые психоактивные вещества растительного происхождения
Псилоцибин и псилоцин содержатся в грибах рода Psilocybe, таких как псилоцибе полуланцетовидная (P. semilanceata) и псилоцибе синеющая (P. cyanescens), однако могут содержатся и в грибах другого рода, например — строфария (Stropharia), гимнопил (Gymnopilus) или волоконница (Inocybe). Грибы рода Псилоцибе широко распространены на всех континентах, так на территории РФ произрастает псилоцибе полуланцетовидная.
Обычный кофеин содержится в чайных листьях, какао-бобах и кофе.
Никотин содержится в листьях табака и, в небольших количествах — в томатах, картофеле, баклажанах и зелёном перце.
Мескалин в небольших количествах содержится в кактусах рода Лофофора (Lophophora williamsii) и Эхинопсис (Echinopsis pachanoi, Echinopsis peruviana).
Сальвинорин A содержится в шалфее предсказателей (Salvia divinorum).

### Комбинированные классификации психоактивных веществ
```
Психоактивные вещества
 
(согласно А. Дуброву)

│
├Стимулирующие ЦНС
│  ├Психомоторные
│  │  ├
Пурины

│  │  │  ├
Кофеин
[
8
]

│  │  │  ├
Теофиллин

│  │  │  └
Теобромин

│  │  ├Фенизопропиламины
│  │  │  ├
Амфетамин

│  │  │  ├
Метамфетамин

│  │  │  └
Сиднокарб

│  │  ├
Кокаин

│  │  └
Никотин

│  ├
Антидепрессанты
[
9
]

│  └
Ноотропы
[
10
]

│
├Гиперстимуляторы (психоделики)
│  ├Эмпатогены
│  │  └
MDMA

│  ├
Фенэтиламины

│  │  ├
2C-B

│  │  ├
DOB

│  │  └DOET
│  └Индольные
│     ├Бета-карболины
│     │  ├
Гармин

│     │  └
Гармалин

│     ├
Триптамины

│     │  ├
DMT
 (диметилтриптамин)
│     │  ├
5-MeO-DMT
 (5-метокси-диметилтриптамин)
│     │  └
Псилоцибин

│     └Лизергиновые
│        └
LSD

│
├
Каннабис
 (
марихуана
)
│  └
Гашиш

│
├Депрессанты
│  ├
Снотворные препараты

│  │  ├
Барбитураты

│  │  └
Бензодиазепины

│  ├Средства для ингаляционного 
наркоза

│  │  └
Растворитель
 и 
клей

│  ├
Седативные препараты

│  ├
Транквилизаторы

│  └
Этиловый спирт

│
├Диссоциативы
│  ├
Анестетики

│  │  ├
Кетамин

│  │  ├
PCP

│  │  └
DXM
 (декстрометорфан)
│  └
Холинолитики

│     ├
Дурман

│     ├
Циклодол

│     └
Тарен

│
└
Опиаты

   ├Полусинтетические
   │  └
Героин

   ├Органические
   │  ├
Кодеин

   │  └
Морфин

   └Синтетические
      ├
Фентанил

      ├
Метадон

      └
Промедол
```

### Классификации по силе воздействия на психику
Чем меньшее количество вещества необходимо принять для того, чтобы полностью ощутить его действие, тем более сильным, более психоактивным оно является. Для ЛСД, например, активная доза равна 100 микрограммам, в то время как для этанола доза измеряется десятками граммов. Таким образом, психоактивность ЛСД в десятки тысяч раз выше, чем психоактивность этанола. В зависимости от особенностей метаболизма индивида вещество может почти не действовать или делать это гораздо сильнее (гиперчувствительность). Принято измерять дозу в граммах вещества на килограмм веса.
Деление по силе зависимости неоднозначно. Лидерами по данному показателю среди веществ считаются героин, кокаин и никотин, а также алкоголь. Из классов веществ выделяют опиаты и стимуляторы как вызывающие сильную зависимость. Сильную зависимость могут также вызывать барбитураты.
Кофе и чай, содержащие пурины, оказывают слабый стимулирующий эффект. Под «лёгкими наркотиками» обычно подразумевают вещества с низкой аддиктивностью и отсутствием нейротоксичности, такие как ЛСД, марихуана и некоторые другие.

## Механизм действия

Шкала оценки вреда психоактивных веществ по экспертным оценкам. Опубликована в британском медицинском журнале The Lancet в 2007 году

Психоактивные вещества оказывают разнообразное влияние на ЦНС на разных уровнях её функционирования: молекулярном, синаптическом, клеточном, системном. В целом любое такое влияние сопровождается изменением обмена веществ на том уровне, на котором происходит это влияние.
Психоактивные вещества могут попадать в организм самыми разными путями. Распространённые способы:
- перорально, при глотании — через пищеварительную систему,
- парентерально — инъекционно внутримышечно или внутривенно,
- через слизистые, в том числе интраназально — через носоглотку, путём вдыхания измельчённого вещества,
- через лёгкие — путём курения или вдыхания паров.

Психоактивное вещество проходит сложный путь в организме, и в зависимости от строения, способа использования, состояния выводящих систем, может перерабатываться организмом в производные с разной активностью. Попадая в кровь, проходя через гематоэнцефалический барьер, вещество воздействует на передачу нейронами нервных импульсов. Воздействуя на баланс нейромедиаторов разного влияния (активирующие и тормозные) в мозге, препараты изменяют таким образом работу всей нервной системы.

### Толерантность
Чем выше толерантность к употребляемому веществу, тем большие дозы необходимы для получения ожидаемого эффекта. Обычно толерантность вырабатывается при приёме веществ, активность которых со временем снижается. Толерантность быстро формируется к кофеину и опиатам. Чем чаще и в большем количестве употребляются вещества — тем быстрее возрастает толерантность.
Своеобразной толерантностью обладают классические психоделики (ЛСД, псилоцибин, мескалин) — при приёме ЛСД толерантность возрастает очень быстро, буквально через несколько часов после начала действия, но полностью исчезает приблизительно за две недели. Более того, для психоделиков характерна кросстолерантность.
Отмечают, что у некоторых веществ, например, у сальвинорина, природного диссоциатива, содержащегося в мексиканском шалфее Salvia divinorum, может отмечаться обратная толерантность, то есть при длительном употреблении для достижения одного и того же эффекта требуется меньшее количество вещества.

### Формирование зависимости и синдрома отмены
Обычно формирование зависимости связывают со злоупотреблением ПАВ, его систематическим применением. Действие веществ на человека очень индивидуально, но среди распространённых веществ быстрее всего зависимость формируется при приёме героина, никотина. Также некоторые психостимуляторы, например кокаин и амфетамин, вызывают психическую (но не физическую) зависимость.
Физическая зависимость формируется, когда организм привыкает к регулярному поступлению участвующих в метаболизме веществ извне и снижает их эндогенную выработку. При прекращении поступления вещества в организм в нём возникает обусловленная физиологическими процессами потребность в этом веществе. Физическая зависимость от психической отличается тем, что в результате замещения собственных нейромедиаторов экзогенными снижается их продукция в организме (либо количество рецепторов к ним).
Механизм формирования зависимости может быть связан как с самим веществом, так и с его метаболитами. Например, героин (при пероральном употреблении), путём удаления ацетильных групп метаболизируется в морфин, воздействующий на опиоидные рецепторы. Алкоголь воздействует на нервную систему, напрямую соединяясь с рецепторами ГАМК. Никотин и амфетамин стимулируют выброс эндогенного адреналина.
Психическая зависимость связывается в основном с приятными ощущениями от приёма веществ, что стимулирует человека к повторению опыта их употребления. Зависимость может формироваться и при употреблении веществ, не вызывающих приятных ощущений. Например NMDA-антагонисты, которые вызывают распад сознания (в трип-репортах сообщается даже о переживаниях смерти под их действием); переживания и визуальные эффекты от психоделиков часто не могут быть описаны как приятные, тем не менее, при частом употреблении эти вещества могут вызывать разрыв с реальностью, связанный с эскапистским характером психоделического опыта и формирование психической зависимости.

### Психоактивные вещества и соответствующие мишени
| Экзогенные лиганды            | Эндогенные лиганды                                                       | Рецепторы                                                          |
| ----------------------------- | ------------------------------------------------------------------------ | ------------------------------------------------------------------ |
| Конопля (каннабиноиды)        | Анандамид 2-арахидонилглицерин                                           | Каннабиноидные                                                     |
| LSD                           | Серотонин Дофамин Адреналин                                              | Серотониновые Дофаминовые Адренорецепторы                          |
| Кокаин Амфетамины             | Дофамин Норадреналин Серотонин                                           | Дофаминовые Адренорецепторы Серотониновые                          |
| Опиаты (Морфин, Героин и др.) | Эндорфины Эндоморфин                                                     | Опиоидные                                                          |
| Алкоголь Снотворные средства  | Гамма-аминомасляная кислота Дофамин Норадреналин Серотонин Бета-эндорфин | ГАМК-рецепторы Дофаминовые Адренорецепторы Серотониновые Опиоидные |
| Никотин                       | Адреналин Ацетилхолин Дофамин                                            | Адренорецепторы н-холинорецепторы Дофаминовые                      |
| Кофеин                        | Аденозин                                                                 | Аденозиновые                                                       |

## История
В разных странах, культурах и социальных слоях практиковалась и практикуется использование различных психоактивных веществ, но в качестве основных и наиболее распространенных Р. Дейвенпорт-Хайнс в своей книге «В поисках забвения: Всемирная история наркотиков. 1500-2000» выделил опиум, каннабис, кокаин и крепкие спиртные напитки.
Старейшие свидетельства приготовления ферментированных напитков относятся к эпохе X тысячелетия до н. э. Первые упоминания о перегонке этилового спирта обнаружены у греческих алхимиков, работавших в Александрии в I веке нашей эры. Дистиллированная вода была известна ещё с 200 г. н. э., когда Александр Афродисий описал процесс её изготовления. В Европе дистилляции алкоголя стала известна с XII века, по работам медиков Салернской врачебной школы. В 1500 году алхимик Иероним Брауншвейгский опубликовал Liber de arte destillandi («Книга об искусстве дистилляции»). Это была первая книга, посвящённая вопросу о дистилляции. В 1651 году английский учёный Джон Френч опубликовал книгу The Art of Distillation — практическое руководство, касающееся перегонки спирта. Развитие технологии дистилляции сделало возможным массовое изготовление крепких спиртных напитков.
Опиум как обезболивающее средство проник в Европу из Азии в эпоху Крестовых походов.
Наркотические свойства конопли (каннабиса) были известны в Европе с давних времен. Испанцы завезли коноплю в Перу и Чили, хотя некоторые исследователи предполагают, что это растение было известно коренному населению Америки задолго до вторжения туда европейцев. Известны жалобы адмирала Нельсона, что его матросы курят корабельные канаты, сделанные из конопли.
В эпоху Великих географических открытий алкоголь, полученный в результате перегонки, проник из Европы в Америку, а из Северной Америки в Европу проник табак. Затем из Южной Америки в Европу попали листья коки, а из Центральной Америки — различные галлюциногены.

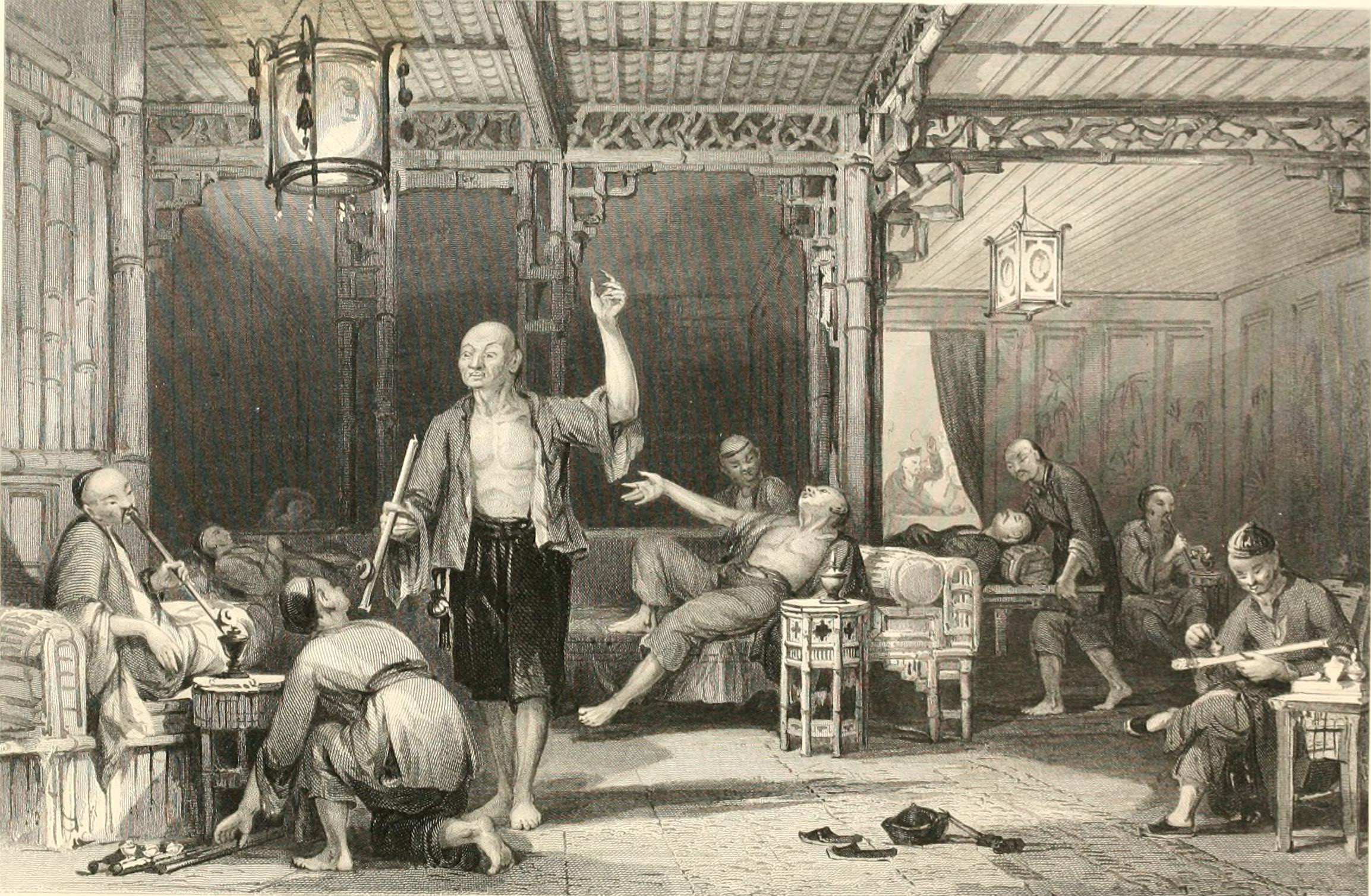
Китайские курильщики опиума, 1858 год

Британцы на территориях своих колониальных владений в Индии в конце XVIII века начали устраивать обширные маковые плантации и принялись в огромных количествах производить опиум для вывоза, особенно в Китай. Китайский император был вынужден начать в 1839 году конфискацию и уничтожение запасов опиума, что привело к опиумным войнам.
Широкое распространение наркомании в Европе связывают с антиалкогольными законами, принятыми в Великобритнании в 1840 году. Из-за ограничений на продажу алкоголя стала процветать продажа опиумных таблеток. Во Франции в этот период стал популярным гашиш (из конопли). Также в Европе стал популярным абсент, содержащий экстракт горькой полыни, в эфирных маслах которой присутствует большое количество туйона (в 1905 году абсент был запрещён в Бельгии, потом в других странах Европы и в США).
В 1803 году из опиума был выделен белый кристаллический порошок, названный морфием, который оказался в 10 раз сильнее опиума. Изобретение в 1853 году шприца для инъекций Шарлем-Габриэлем Правасом, открыло следующий этап в истории наркотиков, так как действие веществ, попадавших прямо в кровь, усиливалось в несколько раз. В 1859-1860 годах Альберт Ниманн выделил из листа коки кокаин и установил его структуру. В конце XIX появилась идея использовать кокаин в качестве «заменителя» для борьбы с морфинизмом. Такое «лечение» переродилось в новый порок — кокаинизм. В 1897 году Феликс Хоффманн, преобразовывая морфий, получил героин, который был почти в 10 раз сильнее морфия. Его немедленно начали использовать для обезболивания, лечения кашля и много другого. 

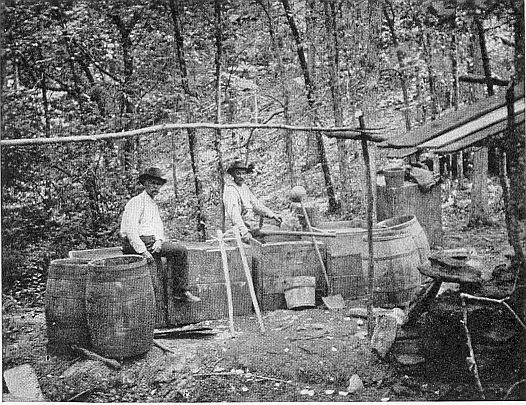
Самогонщики в штате Кентукки, 1911 год

В конце XIX века в Европе различные формы наркомании стали очень заметным социальным явлением. В 1909 году в Шанхае прошла первая международная конференция по наркотикам. Почти все страны-участницы договорились, что «любое использование опиума, за исключением медицинских целей, следует запретить или подчинить строгому контролю». В 1912 году была заключена Международная опиумная конвенция, а в 1961 году была подписана действующая в настоящее время Единая конвенция о наркотических средствах.
Однако власти государств демонстрируют заметную выборочность в своих мерах по борьбе с злоупотреблением психоактивными веществами, и прежде всего это относится к алкоголю. Еще в 1884 году в Брюсселе был подписан международный договор, запрещающий торговлю алкоголем в Африке. В начале XX века во многих странах призывали запретить алкоголь, широко известен «Сухой закон» в США, действовавший с 1920 по 1933 год. Но алкоголь в странах европейской культуры выполняет ту же роль, что опиум или каннабис в Азии, где их потребление исторически не подвергалось запрету и считалось вполне допустимым. Большинство жителей европейских стран периодически потребляет алкоголь, не впадая в зависимость от него. Н. Кристи и К. Бруун в своей книге «Удобный враг. Политика борьбы с наркотиками в Скандинавии» пишут: «Чтобы там себе ни думали индусы и арабы, но на коноплю наложили полный запрет, а алкоголь продолжил свое победное индустриальное шествие». Тем не менее, в 1976 году Нидерланды стали первой страной, где каннабис (марихуана) был легализован.